# Senaid Kobilica

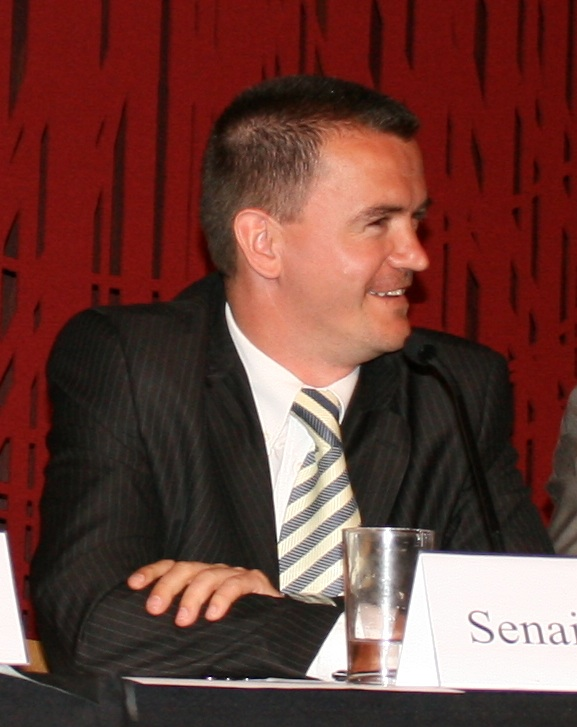
Senaid Kobilica

Senaid Kobilica (geb. 17. Januar 1974 in Zenica, Bosnien) ist eine Persönlichkeit des Islams in Bosnien und Herzegowina und Norwegen. 
Nach dem Abitur studierte er mit einem Stipendium an der Internationalen Islamischen Universität in Islamabad, Pakistan.
Er war Imam der Islamischen Gemeinschaft in Bosnien und Herzegowina und kam 1999 nach Norwegen. 2007 wurde er zum Präsidenten der Dachorganisation des Islamischen Rates Norwegens (norweg. Islamsk Råd Norge, IRN) gewählt, einer Dachorganisation für die moslemischen Kongregationen und Organisationen in Norwegen – ein Amt, das er bis 2013 bekleidete, als Mohammad Bouras zu seinem Nachfolger gewählt wurde. Zuvor war er dessen Vizepräsident.
Kobilica war einer der Unterzeichner der Botschaft aus Amman (Amman Message).